# Asesinato de Leandro Lo
El 7 de agosto de 2022, el campeón mundial de jiu-jitsu brasileño Leandro Pereira do Nascimento Lo fue asesinado por el teniente de la Policía Militar con antecedentes penales Henrique Otavio Oliveira Velozo durante un show del grupo Pixote en São Paulo. Velozo, fuera de servicio, le disparó a Lo en la frente después de una discusión, alegando defensa propia. Velozo quedó detenido preventivamente y enfrenta cargos de homicidio calificado. El caso generó gran conmoción nacional e internacional.

## Antecedentes

### Víctima
Leandro Pereira do Nascimento Lo, conocido como Leandro Lo, fue ocho veces campeón mundial de jiu-jitsu brasileño. También ganó títulos en la Copa del Mundo, el Campeonato Panamericano y el Campeonato Nacional Brasileño de Jiu-Jitsu.

### Henrique Otavio Oliveira Velozo
Henrique Velozo ya había sido condenado en mayo de 2021 por agredir a un policía. El ataque ocurrió el 27 de octubre de 2017, cuando Velozo estaba involucrado en un disturbio en la discoteca La Semana, en Lapa, y se llamó a la Policía Militar. Un soldado intentó separar a Velozo de los demás hombres cuando le propinó un puñetazo en la cara. Luego maldijo a otro policía militar. Afirma en su defensa que intentaba defender a su primo de siete atacantes. Velozo fue absuelto en primera instancia, pero la Fiscalía apeló y fue condenado a nueve meses de prisión abierta, pero al tratarse de un delincuente primerizo la sentencia fue postergada dos años. Si no cometiera ningún delito durante este período, la pena quedaría extinguida.
El 1 de febrero de 2020, Velozo se encontraba en una lancha rápida en el Litoral Paulista cuando coqueteó con una mujer. Ella no le respondió y Velozo supuestamente se bajó los pantalones cortos y le preguntó si "¿es esto lo que quieres?". En ese momento, ella supuestamente lo empujó y él la golpeó y amenazó. También estaba disparando su arma y permitió que otros dispararan también. La mujer presentó una denuncia policial, mientras que Velozo presentó una denuncia por difamación. El Informe Policial también señaló que Velozo fue el impulsor y creador de un programa de defensa personal e inteligencia emocional, para prevenir casos de violencia contra las mujeres, y que este caso lo habría sacado del programa.
También suspendió el uso de armas por parte de un soldado que atravesaba un divorcio traumático. El militar, sin embargo, vivía en el norte de São Paulo, y afirmó que estaba recibiendo amenazas de miembros del PCC, siendo un agravante la dependencia del transporte público, lo que lo dejaba más vulnerable a ataques en el camino a su unidad de trabajo. . Velozo le recomendó adquirir un arma privada, para protegerse a sí mismo y a su familia, y además argumentó que la zona estaba patrullada y que reforzaría la seguridad durante el periodo que se desarmaría. El soldado apeló ante el tribunal y perdió.

## Asesinato
Leandro Lo discutió con Henrique Velozo y lo inmovilizó, pero luego lo dejó en libertad. Posteriormente, el oficial, que se encontraba fuera de servicio y sin uniforme, sacó el arma que escondía debajo de la ropa, en la cintura, y le disparó al deportista en la frente. La muerte cerebral del deportista fue confirmada en el hospital. Fátima Lo, madre de Leandro, dijo a TV Globo que el policía también practicaba jiu-jitsu y que había causado confusión en el espectáculo. La abogada de la familia, Ivã Siqueira Junior, afirma que testigos relatan que la confusión comenzó cuando el hombre entró en el círculo de amigos de Leandro y comenzó a agitar una botella de bebida mientras lo miraba fijamente como forma de provocación. Según testigos, la víctima tuvo una discusión y, para calmar la situación, inmovilizó al hombre. Después de alejarse, Velozo sacó un arma y le disparó a Lo en la cabeza, y luego le dio dos patadas en la cabeza.

### Versión de Henrique Velozo
La defensa afirma que el tiroteo fue en defensa propia, ya que estaba rodeado por seis luchadores de jiu-jitsu en el momento del tiroteo.

## Investigación y desarrollos
El tribunal ordenó prisión de 30 días para Velozo, quien se encontraba prófugo. Los amigos de Leandro lo identificaron porque era uno de los seis policías armados dentro de la sala de conciertos Keep Young, y su nombre estaba registrado en la entrada. Los pedidos de consumo enviados por el establecimiento mostraron que Velozo gastó R$ 1.835 reales en bebidas alcohólicas, mientras que Leandro gastó R$ 1.914 reales. Después del asesinato, se dirigió a la discoteca Bahamas, un prostíbulo de São Paulo, a las 3 de la madrugada, saliendo dos horas después con una mujer no identificada. Allí pagó por una botella de whisky de un litro y dos tragos de ginebra y bebida energética. Los videos de la discoteca fueron difundidos por TV Globo. Al día siguiente intentó pasar la tarde en el motel de Asturias. Se entregó y fue trasladado el 7 de agosto a la 17ª Comisaría de Policía, en Ipiranga, para ser interrogado. Allí se encontró con una protesta de más de 40 luchadores profesionales. Luego fue trasladado a la prisión militar de Romão Gomes. La Policía Militar también abrió una investigación administrativa. Velozo fue imputado bajo sospecha de homicidio calificado por causas inútiles. El abogado de Velozo dice que le parece extraño que las imágenes hayan sido difundidas después del asesinato, y pidió su pericia. También solicitó un examen del cuerpo de Leandro Lo, para ver el nivel de alcohol en sangre y posibles otras sustancias.
El celular de Velozo fue entregado a la Policía Civil el día 8, pero su Instagram fue reactivado y abierto al público. Por lo tanto, la defensa acusó a la policía de invasión y pidió que le devolvieran el dispositivo. La Secretaría de Asuntos de Seguridad Pública del Estado de São Paulo niega las acusaciones. La defensa de Velozo también pidió la reconstrucción del asesinato, perpetrado el 31 de agosto, teniendo en cuenta el testimonio de los 16 testigos y otras 12 personas que se encontraban en la discoteca. A Velozo se le dio el derecho de colaborar, pero él lo negó.
La acusación de Velozo fue aceptada por el juez Claudio Juliano Filho del Ministerio Público el 5 de septiembre. La denuncia fue realizada por el fiscal Romeu Galiano Zanelli Júnior, alegando triple homicidio con agravamiento de posible encubrimiento por parte del imputado. La prisión de Velozo pasó de temporal a preventiva. El abogado defensor, Claudio Dalledone, criticó la denuncia, afirmando que hubo varias contradicciones en la reconstrucción del crimen y que se hizo antes de que se completaran los informes. El juez Claudio Juliano entiende que hay pruebas suficientes para abrir el caso. La primera audiencia sobre el caso estaba prevista para febrero de 2023.

## Reacciones

### Homenajes
Entre las personas y entidades que lo homenajearon se encuentran la Confederación Brasileña de Jiu-Jitsu, la Confederación Brasileña de Jiu-Jitsu Deportivo, la Escuela Unity Jiu-Jitsu, la Federación Internacional de Jiu-Jitsu Brasileño, el canal internacional de transmisión de peleas FloGrappling, el luchador de MMA Demian Maia , Augusto Tanquinho, Josh Thomson, el comentarista británico John Gooden, Marc Goddard, Kenny Florian y el diputado Alexandre Frota.
BJJ Stars rindió homenaje a Leandro en su novena edición, con el lema “las leyendas nunca mueren”.

### Repercusión internacional
Su muerte tuvo repercusión internacional, siendo reportada por medios como ABC, BBC y Al Jazeera.

### Policía militar
Por tener el rango de teniente, Velozo necesita pasar por el Consejo de Justificación, que puede tardar hasta 20 años en completarse, incluso si es condenado penalmente, y no depende del gobernador Rodrigo García. Pese a ello, el gobernador defendió el despido del policía. La orden del Comando General de la Policía Militar suspendió el salario de Velozo, y publicó una ordenanza en la que afirma que no tiene dudas que el oficial de la Policía Militar será suspendido de la organización.
En marzo de 2023, el Tribunal de Justicia de São Paulo accedió a un pedido de la defensa de Henrique Velozo para que volviera a recibir salario. La defensa también solicitó al tribunal que se pagaran todos los pagos que el oficial no ha recibido desde que fueron suspendidos. Sin embargo, la decisión aún puede ser apelada.